# Ghosther
Ghosther ist eine Female-Fronted-Metalband aus Nordrhein-Westfalen, bestehend aus der Frontsängerin Jenny Jansen, Schlagzeuger Ronnie Jansen, Bassist Frank Stellmacher sowie Gitarrist Andy Gaube.

## Geschichte
Gegründet wurde die Band 2014 unter dem Namen MoDo. Nach anfänglichen regionalen Auftritten und einer selbstproduzierten EP konnte sich die Band schnell Gehör verschaffen.
2016 verließ Kevin Crommen die Band und wurde durch Andy Gaube, der zu diesem Zeitpunkt bereits mit der Band Cyrcus Bekanntheit erlangt hatte, ersetzt. In dieser Besetzung wurde 2017 eine zweite EP veröffentlicht, mit der man Interesse bei dem deutschen Independent-Label Noizgate Records wecken konnte.
2017, kurz nach Veröffentlichung der zweiten EP, trennte sich die Band von dem Bassisten Christoph Denski. Im Januar 2018 wurde Frank Stellmacher als neuer Bassist bekannt gegeben.
Im Jahr 2019 erschien das erste vollständige Album Through Fire auf Noizgate Records. Im Zuge dessen wurde der Bandname von MoDo in Ghosther geändert, um möglichen Verwechslungen mit einer anderen Band aus den 90er Jahren vorzubeugen.
Mittlerweile deutschlandweit unterwegs begleitete die Band bereits 2018 Motorjesus auf ihrer „Race to Resurrection“ Tour.
Im Jahr 2021 machte sich die Band an die Aufnahmen zum zweiten Album Immersion. Wie schon beim ersten Album arbeitete man erneut mit dem renommierten Produzenten Aljoscha Sieg in dessen Pitchback Studios zusammen, der die Alben gemischt und gemastert hat. Produziert wurde Immersion erneut von David Beule, dem ehemaligen Sänger der Band Vitja (Band). Als Gastmusiker konnten Ghosther Björn Strid von Soilwork und Joey Tyler von VRSTY für sich gewinnen.
Immersion erschien am 16. September 2022 über das Schweizer Label Doc Gator Records auf CD und Vinyl.
Im Oktober 2022 sind Ghosther im Rahmen der „Pokerface“ Tour von April Art als Support Band durch Deutschland unterwegs.

## Stil
Die Band verarbeitet Einflüsse aus dem Rock, Hardrock, Melodic Metal, Hardcore, Metalcore und Melodic Death Metal.
Das Magazin Stormbringer.at beschreibt den Stil mit den folgenden Worten:

„Nach wie vor setzen sich GHOSTHER stilistisch ganz bewusst zwischen die Stühle und sind eifrig dabei, ihre ureigene Mischung aus Modern/Alternative Metal, Core, Hardrock, Melodeath (ja, tatsächlich!) und Post Grunge immer weiter zu perfektionieren.“

## Diskografie

### EPs
- 2015: MoDo (Demo)
- 2017: The MoDo EP (Demo)

### Alben
- 2019: Through Fire (Noizgate Records)
- 2022: Immersion (Doc Gator Records)